# Arctia pulchrior
Arctia pulchrior är en fjärilsart som beskrevs av Adalbert Seitz 1910. Arctia pulchrior ingår i släktet Arctia och familjen björnspinnare. Inga underarter finns listade i Catalogue of Life.